# 大曲仙北広域市町村圏組合
大曲仙北広域市町村圏組合（おおまがりせんぼくこういきしちょうそんけんくみあい）は、秋田県大仙市、仙北市および仙北郡美郷町の2市1町が組織する一部事務組合。

## 概要

### 事務所
- 大仙市大曲日の出町2丁目7番53号

### 主な事務内容
- 介護保険事業
- 斎場（中央斎場・北部斎場・南部斎場）
- 常備消防
- 休日救急医療連携事業
- 病院群輪番制病院運営事業
- へい獣保冷センター

### 組織
- 組合議会
  - 議員定数：16人
- 執行機関
  - 管理者：1人
  - 副管理者：3人
  - 会計管理者：1人
  - 監査委員：2人

## 常備消防事務

### 概要
- 消防本部：大仙市大曲栄町13-47
- 管内面積：2128.12km2
- 職員定数：265人
- 消防署2カ所、分署8カ所
- 主力機械（2020年4月1日現在）
  - 普通消防ポンプ自動車：14
  - 水槽付消防ポンプ自動車：2
  - はしご付消防自動車：2
  - 化学消防自動車：1
  - 救助工作車：2
  - 救急自動車：12
  - 指揮車：3
  - 指揮・連絡車：3
  - 機動連絡車：1
  - 連絡車：7
  - 資機材搬送車：2
  - 燃料補給車：1
  - 災害対策支援車：1

### 沿革

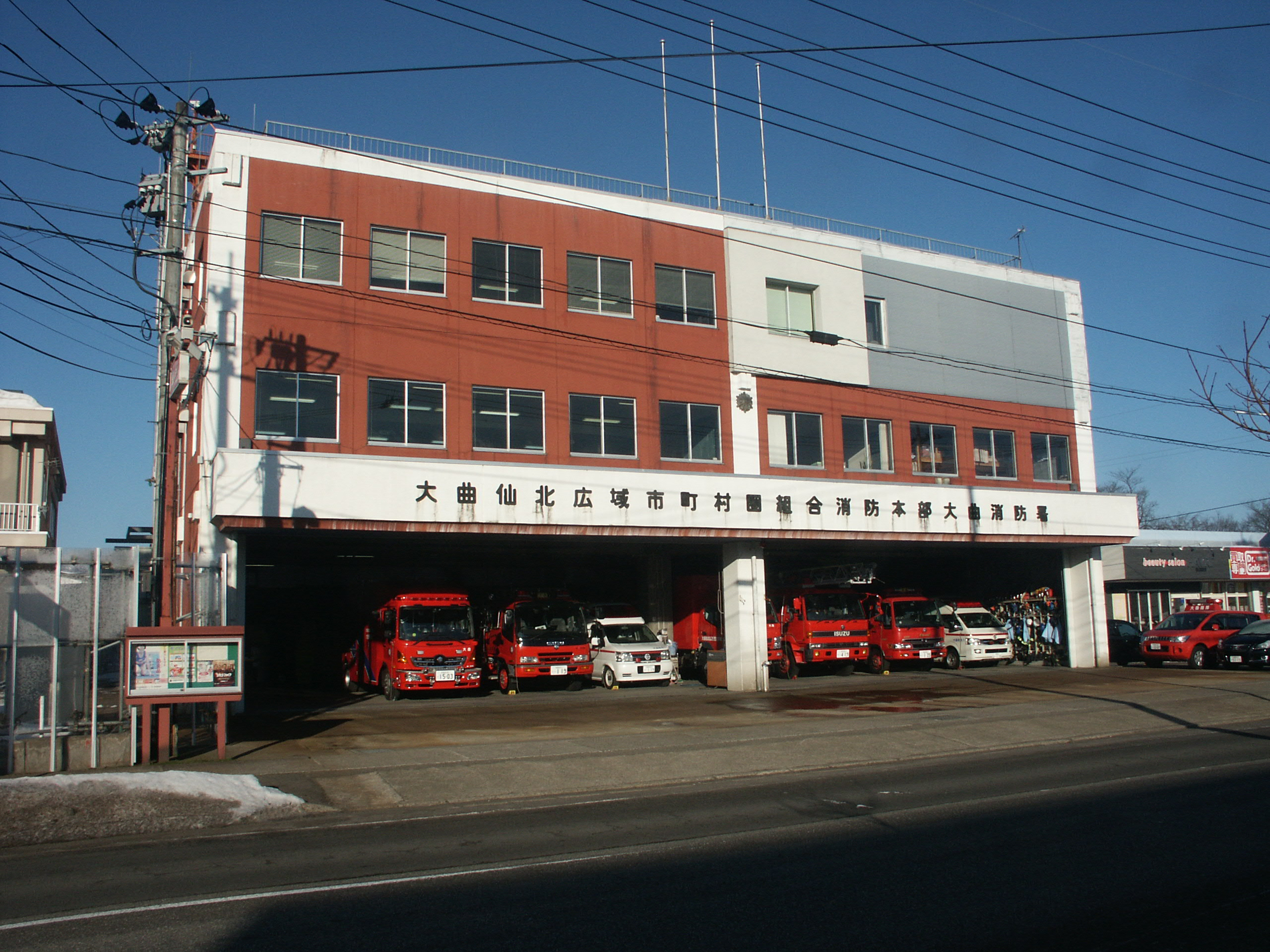
消防本部・大曲消防署旧庁舎

- 1972年4月1日　大曲市・仙北郡角館町・田沢湖町・神岡町・西仙北町・中仙町・協和町・太田町・六郷町・千畑村・仙北村・西木村・南外村・仙南村の1市8町5村により大曲仙北広域市町村圏組合を設置する。

- 2019年4月25日　旧庁舎の老朽化に伴う消防本部・大曲消防署新庁舎の建設⼯事が完了する。
- 2019年6月11日　消防本部・大曲消防署新庁舎の業務を開始する。

### 組織
- 本部－総務課、警防課、予防課、救急救助課、通信指令課
- 消防署

### 消防署

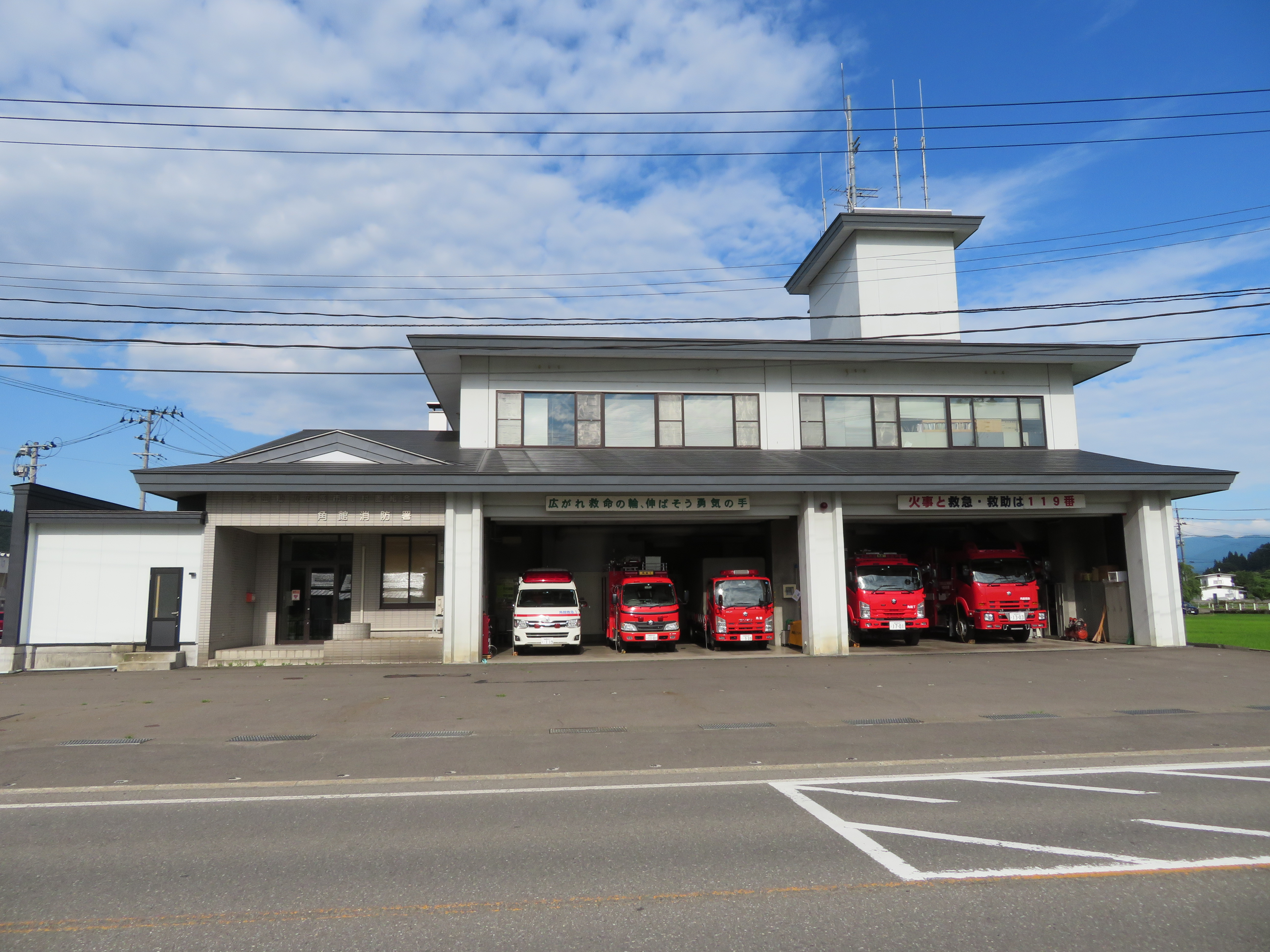
角館消防署

| 消防署     | 住所                      | 分署 |
| ---------- | ------------------------- | --- |
| 大曲消防署 | 大仙市大曲栄町13-47       | 東：大仙市太田町三本扇字野沢268-9 南：仙北郡美郷町佐野字倉合172 西：大仙市南外字坊田黒沢152 西仙北：大仙市刈和野字上ノ台荒屋敷134-42 協和：大仙市協和上淀川字中嶋17-1 |
| 角館消防署 | 仙北市角館町西野川原25-10 | 田沢湖：仙北市田沢湖生保内字上清水674 中仙：大仙市北長野字茶畑96 西木：仙北市西木町桧木内字高屋132-1                                                                  |